# Distribuição angular foliar
A Distribuição Angular Foliar da ramagem de uma planta, refere-se à descrição matemática da posição angular das folhas dessa planta. Especificamente, se cada folha for conceptualmente representada por uma pequena chapa achatada, a sua orientação pode ser descrita com os ângulos do zénite e do azimute em relação à superfície normal dessa chapa. 
Se a folha possuir uma estrutura complexa e não for achatada, é necessário efectuar uma aproximação, através da divisão da folha em pequenas chapas que possuirão um determinado número de normais e ângulos associados. A Distribuição Angular Foliar descreve a distribuição estatística deste ângulos.

## Ligações Externas
- http://www-eosdis.ornl.gov/FIFE/Datasets/Vegetation/Leaf_Angle_Data.html
- https://web.archive.org/web/20060929031429/http://www.daac.ornl.gov/S2K/guides/kt_canopy_structure.html